# Klari (Karanggede)
Klari is een bestuurslaag in het regentschap Boyolali van de provincie Midden-Java, Indonesië. Klari telt 2166 inwoners (volkstelling 2010).